# پاروو استلار
پاروو استلار (به انگلیسی: Parov Stelar) با نام اصلی مارکوس فوردر (به آلمانی: Marcus Füreder) (زاده ۲۷ نوامبر ۱۹۷۴ در لینز، اتریش) خواننده، نوازنده و موسیقی‌دان سبک الکترونیک است. او در دههٔ نود میلادی در دیسکوتک‌های برلین دی‌جی بود. آن سال‌ها منجر به ایجاد انتشارات و گروه تولید موسیقی پلاسما شد. نام پاروو استلار برای اولین بار در سال ۲۰۰۱ و پس از انتشار آلبوم پادشاهی سایه‌ها انتخاب کرد. در طول دهه ۲۰۰۰ و ۲۰۱۰ این نام با تعداد زیادی از ترانه‌های سبک الکتروسوینگ همراه شده‌است.

## آلبوم‌ها
| آلبوم        | سال انتشار |
| ------------ | ---------- |
| زخم‌های عمیق  | ۲۰۰۶       |
| هفت و طوفان  | ۲۰۰۷       |
| درخشش        | ۲۰۰۷       |
| نور روز      | ۲۰۰۸       |
| کوکو         | ۲۰۰۹       |
| شاهزاده خانم | ۲۰۱۲       |
| دختر نامرئی  | ۲۰۱۳       |
| هنر سمپلینگ  | ۲۰۱۳       |

## جوایز
آلبوم‌های او در رده‌بندی آلبوم‌ها در سال‌های مختلف در زمینهٔ موسیقی الکترونیک تا رتبه ۲۳ بالا آمده‌اند.